# EK-Pack Folien
Die EK-Pack Folien GmbH ist ein deutsches Verpackungsunternehmen mit Sitz in Wiggensbach (Ortsteil Ermengerst) im Allgäu.
Das Unternehmen wurde 1977 von Fritz Englisch gegründet und befindet sich seither in Familienbesitz.
Im Jahr 1992 erfolgte der Zukauf der Tochtergesellschaft Vacopack H. Buchegger AG in Steinach, Schweiz. Derzeit beschäftigt das Unternehmen 210 Mitarbeiter und im Tochterunternehmen weitere 50.
Das Produktprogramm umfasst flexible Folien für Vakuum- und Atmosphärenverpackung, Schrumpffolien, Verbunde und Spezialverbunde, welche insbesondere in der Lebensmittel-, der pharmazeutischen und technischen Industrie Anwendung finden. Die Fertigung erfolgt durch Urformen mittels Extrusion durch Breitschlitzdüsen oder Schlauchfolienwerkzeuge. Darüber hinaus werden die Produkte, je nach Kundenanforderung, mittels Kaschieren und/oder Drucken veredelt. Die Absatzgebiete erstrecken sich hauptsächlich auf die europäischen Länder. Ein kleiner Anteil der Erzeugnisse wird außerhalb Europas abgesetzt.
In Kooperation mit vier weiteren Unternehmen der Region ist EK-Pack Folien an der Stiftungsprofessur für Verpackungstechnik der Hochschule Kempten beteiligt. Darüber hinaus ist das Unternehmen Gründungsmitglied des Zentrums für Lebensmittel- und Verpackungstechnologie e.V.